# Бокус, Макс
Макс Сибен Бокус (англ. Max Sieben Baucus; род. 11 декабря 1941) — американский политик, сенатор США от штата Монтана (1978—2014), председатель сенатского комитета по финансам, член Демократической партии.

## Биография
Мак Бокус родился в городе Хелена, округ Льюис-и-Кларк штата Монтана, учился в общественных школах Мисулы и Хелены, с 1959 по 1960 годы — в Карльтон-Колледже в Нортфилде, штат Миннесота. В 1964 году Бокус окончил Стэнфордский университет, в 1967 году — юридическую школу Стэнфорда. В 1969 году он получил право вести юридическую практику и начал работать в Вашингтоне в различных государственных службах, затем вернулся в Монтану и вёл частную практику в Мисуле. С 1973 по 1974 годы Бокус был членом палаты представителей штата Монтана, в 1974 году был выбран в Палату представителей США как кандидат от Демократической партии, в Палате представителей заседал с января 1975 по декабрь 1978 года. С декабря 1978 по февраль 2014 года он является членом Сената США, в 1993—1995 годах возглавлял комитет по окружающей среде и общественным работам, в 2001—2003, 2007—2014 годах возглавлял комитет по финансам.
Бокус активно поддерживал вступление России в ВТО вместе с Оррином Хэтчем. Бокус в 2011 году в России встречался с Дмитрием Медведевым. Их аргументы сводились к тому, что вступление России в ВТО — подарок для американских фермеров, рабочих и предприятий. За 2012 год более 30 раз в Конгрессе США Бокус говорил одно и то же (с некоторыми изменениями): в США будут новые тысячи рабочих мест, а объем американского экспорта в Россию удвоится за пять лет.
С 21 февраля 2014 по 16 января 2017 года — посол США в Китае.